# سيباستيان كو
سيباستيان نيبولد كو (بالإنجليزية: Sebastian Coe) والمعروف أيضًا بـ البارون كو، وحامل وسام رفقاء الشرف ولقب الفارس القائد وعضو المعهد الملكي للمعماريين البريطانيين (مواليد 29 سبتمبر 1956)، يشار له غالبًا باسم سيب كو أو اللورد كو، هو سياسي بريطاني ورياضي سابق في سباقات المضمار والميدان. فاز كو بأربع ميداليات أولمبية عندما كان عدّاءً في سباقات المسافات المتوسطة، بينها الميدالية الذهبية لمسافة 1500 متر في دورة الألعاب الأولمبية لعامي 1980 و1984. سجل تسعة أرقام قياسية في الأماكن المفتوحة وثلاثة في الأماكن المغلقة في سباقات المضمار للمسافات المتوسطة ــبما في ذلك في عام 1979، حيث سجل ثلاثة أرقام قياسية عالمية في غضون 41 يومًاــ ولم يُكسر الرقم القياسي العالمي الذي حققه في سباق الـ 800 متر في عام 1981 حتى عام 1997. تنافس كو مع زملاء بريطونيون منهم ستيف أوفيت وستيف كرام اللذان هيمنا على سباقات المسافات المتوسطة لمعظم ثمانينيات القرن العشرين.
عقب تقاعد كو من الألعاب الرياضية، أصبح عضوًا في البرلمان عن حزب المحافظين في الفترة من 1992 إلى 1997 عن دائرة فالموث في كورنوال، وأصبح عضوًا في مجلس اللوردات في 16 مايو 2000.
ترأس عطاء لندن الناجح لاستضافة دورة الألعاب الأولمبية الصيفية عام 2012، وأصبح رئيس لجنة تنظيم لندن للألعاب الأولمبية. في عام 2007، انتُخب نائبًا لرئيس الاتحاد الدولي لألعاب القوى، وأعيد انتخابه لفترة أربع سنوات أخرى في عام 2011. في أغسطس 2015، انتُخب رئيسًا للاتحاد الدولي لألعاب القوى.
في عام 2012، عُين كو وكيل رئيس جامعة لوفبرا حيث كان طالبًا في مرحلة البكالوريوس، وهو عضو في هيئة إدارة الجامعة. أُدرج اسمه ضمن قائمة 24 رياضيًا في قاعة مشاهير الاتحاد الدولي للرياضيين. في نوفمبر 2012، عُين رئيسًا للرابطة الأولمبية البريطانية. مُنح جائزة الإنجاز مدى الحياة في حفل شخصية بي بي سي الرياضية للعام المُقام في ديسمبر 2012.

## نشأته وتعليمه
وُلد كو في مستشفى الملكة شارلوت وتشيلسي في هامرسميث بلندن. تنحدر والدته تينا أنجيلا لال من أصول هندية، والتي تعود لوالدها سردار لال مالهوترا الذي يتبع طائفة البنجاب، بينما كانت والدتها فيرا (سوان قبل الزواج) إنجليزية أيرلندية.
انتقل كو إلى وركشير وهو يبلغ من العمر أقل من عام حيث التحق بمدرسة بريدجتاون الابتدائية ومدرسة هيو كلوبتون الثانوية في ستراتفورد. انتقلت العائلة لاحقًا إلى شفيلد حيث التحق بمدرسة تابتون الثانوية الحديثة في كروسبول التي أصبحت مدرسة شاملة عندما كان هناك والتحق أيضًا بمدرسة أببيدال غرانج. انضم إلى فريق هالشمير هاريرز لألعاب القوى في سن الثانية عشرة وسرعان ما أصبح متخصصًا في سباقات المسافات المتوسطة، كان ديفيد جاكسون مصدر إلهام له، وهو معلم جغرافيا في مدرسة تابتون، وكان عداءً في سباقات العدو الريفية ثم أصبح قائد فريق مدرسته عندما كان تلميذًا في مدرسة الملك إدوارد السابع في شفيلد. تلقى كو تدريبه من والده ومثّل جامعة لوفبرا ثم هارينجي لاحقًا عندما لم يتنافس في سباقات لصالح بلاده.
درس كو الاقتصاد والتاريخ الاجتماعي في جامعة لوفبرا وفاز بأول سباق رئيسي له في عام 1977 -وهو سباق 800 متر في البطولات الأوروبية الداخلية أُقيم في سان سيباستيان بإسبانيا. كان في جامعة لوفبرا عندما التقى بمدرب ألعاب القوى جورج غاندي الذي طوّر تمارين تكييف ثورية لتحسين أسلوب كو في الجري.
توفيت والدته، تينا أنجيلا لال، في لندن عام 2005، وعمرها 75 عامًا. توفي والده، بيتر كو، في 9 أغسطس 2008، وعمره 88 عامًا، أثناء زيارة له في بكين.

## مناصب
تولى منصب رئيس الاتحاد الدولي لألعاب القوى ‏ (منذ 2015)، وPresident of the Organising Committee for the Olympic Games ‏ (24 أغسطس 2008–12 أغسطس 2012)، وLondon Organising Committee of the Olympic and Paralympic Games ‏ (2005–2012)، وعضو مجلس اللوردات (منذ 16 مايو 2000)، وعضو البرلمان الحادي والخمسون للمملكة المتحدة (9 أبريل 1992–8 أبريل 1997).

## جوائز
حصل على جوائز منها:
- جائزة أميرة أستورياس للرياضة  [لغات أخرى]‏ (1987)
- بطل أبطال ليكيب (1981)
- ميدالية بيسليت  [لغات أخرى]‏ (1979)
- جائزة بي بي سي لشخصية العام الرياضية  [لغات أخرى]‏ (1979)[18]
- الوسام الأولمبي
- وسام رفقاء الشرف
- فارس قائد رتبة الإمبراطورية البريطانية.

## روابط خارجية
- سيباستيان كو على موقع الاتحاد الدولي لألعاب القوى (الإنجليزية)
- سيباستيان كو على موقع رابطة إحصائيات سباق الطريق (الإنجليزية)
- سيباستيان كو على موقع اللجنة الأولمبية الدولية (الإنجليزية)
- سيباستيان كو على موقع أوليمبيديا (الإنجليزية)
- سيباستيان كو على موقع اللجنة الأولمبية البريطانية (الإنجليزية)
- سيباستيان كو على موقع اتحاد ألعاب الكومنولث (مؤرشف) (الإنجليزية)